# Топонимия Республики Алтай

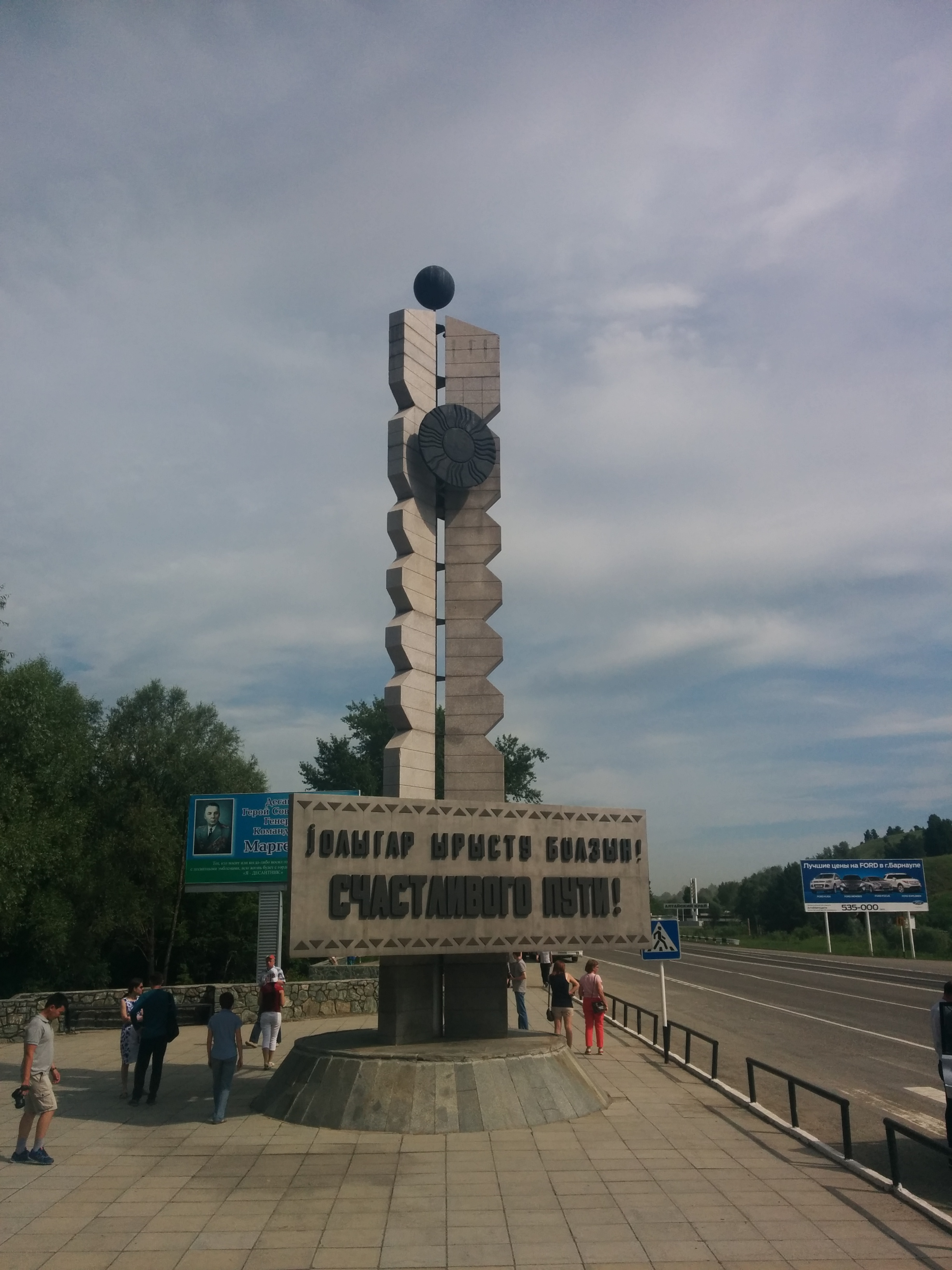
Стела с надписью на русском и алтайском языках на границе Республики Алтай и Алтайского края

Топонимия Республики Алтай — совокупность географических названий, включающая наименования природных и культурных объектов на территории Республики Алтай. Состав топонимии региона, обусловленный его богатой историей и этническим составом населения, включает названия, происходящие из языков славянской, тюркской, монгольской, самодийской и, предположительно, кетской языковых семей.
Название региона неоднократно менялось. Впервые как самостоятельная административно-территориальная единица регион был создан в 1922 году на основе Горно-Алтайского уезда Алтайской губернии под названием Ойратская автономная область — от употреблявшегося в прошлом этнонима ойраты, обозначавшего народы, некогда находившиеся под властью Ойратского государства (Джунгарского ханства) в XVII—XVIII веках. Этноним алтайцы (самоназвание — алт. алтайлар, алтай-кижи; устаревшее — теленгиты) относится к коренному народу Алтая, включающему в себя также такие субэтнические группы, как: теленгиты, тубалары, челканцы, кумандинцы, телеуты.
2 марта 1932 года Ойратская АО была переименована в Ойротскую АО. 7 января 1948 года Указом Президиума Верховного Совета СССР Ойротская АО была переименована в Горно-Алтайскую автономную область, в 1990 году — в Горно-Алтайскую АССР, в 1991 году — в Республику Горный Алтай, а в мае 1992 года — в Республику Алтай, что более точно передаёт смысл названия Алтай («горная страна»), и во всех этимологиях этого оронима фигурирует понятие горы, поэтому определение «горный» в сочетании с названием «Алтай» является избыточным. С тех пор название региона не менялось.

## История формирования топонимии
Согласно схеме топонимического районирования В. А. Жучкевича, республика относится к топонимическому региону «Западная Сибирь», где составляет самостоятельный субрегион с чётко выраженной спецификой — алтайскими, местами монгольскими названиями.
Формирование топонимии региона обусловлено его насыщенной событиями историей. Нынешнюю территорию Республики Алтай населяли древние тюрки, ойраты (именуемые в различных источниках также «калмыки», «зюнгары», «джунгары»), и после падения Джунгарского ханства в середине XVIII века регион окончательно вошёл в состав Российской империи. В топонимии региона, сложившейся к настоящему времени, по оценкам О. Т. Молчановой, названия нерусского происхождения преобладают над русскими в соотношении примерно 6:1. Массив топонимов нерусского происхождения включает названия, происходящие из языков тюркской, монгольской, самодийской и, предположительно, кетской языковых семей. Наиболее обширным является пласт топонимов тюркского происхождения, восходящих к алтайскому и тувинскому языкам, есть группы топонимов, которые сближаются с киргизской и казахской топонимией, некоторые обнаруживают близость к хакасскому и шорскому языкам. Велико также количество гибридных топонимических образований.
Массив русскоязычных топонимов в топонимии региона занимает второе место по распространённости после тюркского. Русские поселенцы на территории региона или создавали собственную топонимическую систему, или адаптировали уже имеющуюся. Наибольшая концентрация русских топонимов в республике совпадает с местами традиционного расселения русских — прежде всего в Усть-Канском, Усть-Коксинском и Шебалинском районах.
После русского, на формирование топонимии региона наибольшее влияние оказала монгольская группа языков, что свидетельствует об исторических связях алтайских тюрок с монголами и калмыками. По данным О.Молчановой, из 5400 атрибутированных топонимов региона, 423 имеют монгольское происхождение. Значительно меньше представлены в регионе топонимы самодийского происхождения, вопрос же о наличии в топонимии Горного Алтая кетского компонента продолжает оставаться дискуссионным.

## Состав топонимии
По состоянию на 24 января 2023 года, в Государственном каталоге географических названий в Республике Алтай зарегистрировано 4626 названий географических объектов, в том числе — 245 названий населённых пунктов. Ниже приводятся списки топонимов крупнейших природных объектов и населённых пунктов Республики Алтай с указанием их вероятной этимологии и происхождения.

### Гидронимы
Водопады:
- Большой Чульчинский (Учар) — название происходит от гидронима Чульча — река, на которой расположен водопад. Гидроним «Чульча», в свою очередь, возможно, происходит от самодийского «чу» — «земля, глина с песком» + аффикс «-л»[10]. Другое название водопада — «Учар» на алтайском означает «летящий»[11].
- Большой Шалтан — от алтайского «шалтан» — «обнажённый»[12].
- Камышлинский водопад — от гидронима Камышла, произошедшего от алтайского «камышлу» — «с камышом, имеющий камыш»[13].
- Корбу — от гидронима Корбу, произошедшего от алтайского «корбо» (хакасское «хорбо») — «кустарник, молодые побеги дерева, растущие от корня»[14].
- Ширлак — есть версия, что название означает «девичьи слёзы»[15].

Реки:
- Катунь (алт. Кадын-Суу) — по оценке О.Молчановой, гидроним происходит от алтайского «кадын» — «царица, ханша, дама»[16].
- Бия — существует множество легенд, объясняющих это название. Н. М. Ядринцев в своей статье 1887 года приводит одну из них, согласно которой названия «Бия» и «Катунь» означают соответственно «господин» и «госпожа», которые соревнуются друг с другом в беге, Катунь пробовала обогнать Бия, и тогда оскорблённый мужчина Бий пересёк ей дорогу[17]. По мнению О.Молчановой, гидроним происходит от алтайских основ «бий, бэг, пэк, бии», означающих «господин»[18].
- Аргут — по мнению О.Молчановой, гидроним от алтайского слова «аркыт» — «кожаный мешок или сосуд для приготовления кумыса». В женском лексиконе алтайского языка «аркыт» означает «кадушка, кадка»[19].
- Башкаус — название состоит из двух компонентов: «баш» (алтайское — «главный, высший, основной») и «ӧӧc», имеющего, видимо, древнетюркское происхождение и означающего «река». Согласно О.Молчановой, гидроним можно интерпретировать как «главная, передняя. возможно, текущая отдельно горная река»[20]. В честь реки Башкаус получила название система долин на Марсе[21].
- Лебедь (река) (Куу) — происхождение названия точно не установлено. Есть версия, что оно дано из-за большого количества лебедей, которые прилетали на лето в эти края[22].
- Чулышман — согласно О.Молчановой, гидроним происходит от глагола «чолуш» — «класть крест-накрест» (видимо, из-за извилистого русла реки) и аффикса «-ман», значение которого не выявлено[23]. Э. М. Мурзаев упоминает о рукописной географической карте, где река Чулышман именуется Чулусба[24].
- Чуя (приток Катуни) — вероятно, происходит от тибетско-китайского чу/шу/шуй — «вода, река»[25].

Озёра:
- Каракольские озёра — группа из 7 озёр, объединённая общим название алт. Кара Кӧл, что означает буквально «чёрное (возможно, родниковое) озеро»[26].
- Куратинские озёра — от алт. куру-туу (буквально — «сухая, пустая, лишенная растительности гора»[27]).
- Манжерокское (Доингол) — в переводе с алтайского «манжерок» означает «сторожевая сопка» либо «туманная сопка»[28].
- Садринское — от гидронима Садра, который по оценкам О.Молчановой, связан с глаголами, обозначающими шум, что, видимо, характеризует реку (тувинское «садыраар-/садыра-» — «трещать, шуметь», хакасское «сатра-» — «греметь», каракалпакское «сатырла-» — «громыхать, тарахтеть»[28]).
- Телецкое (алт. Алтын Кӧл, Тӧлӧс Кӧл) — гидроним возник около 400 лет назад, название дано русскими землепроходцами по названию тюркских племён телесов, обитавших в верховьях озера. Известно, что впервые казаки и под предводительством боярского сына Петра Сабанского посетили озеро в 1633 году[29]. Среди алтайских племён было распространено название «Алтын Кӧл» — «золотое озеро»[30]. Монголы называют озеро «Алтан-нуур», в китайской географии оно известно как «Алтай» или «Артай».
- Теньгинское — от алт. кенг — «широкий, просторный, обширный»[31].
- Туюкские озёра — от алт. туйук — "замкнутый, не имеющий выхода, закрытый со всех сторон[32].
- Уймень (озеро) — есть версия, что название происходит от основ: «уй» — «большой», и «мень» («мööн») — «глубокое место на реке (затон, омут)».

### Дромонимы
- Чуйский тракт — от гидронима Чуя, давшего название Чуйской степи.

### Ойконимы
- Горно-Алтайск — селение возникло в 1824 году в устье реки Улала (алт. Улула, где -улу — «большой», -ла — аффикс обладания) и носило название Улала. С образованием в 1922 году Ойротской автономной области Улала становится её центром, с 1928 года — городом. В 1932 году Улала был переименован в Ойрот-Тура (от этнонима «ойроты» и алтайского «тура» — «становище, стойбище, дом, изба»[33]). В 1948 году в связи с уточнением этнического названия основного населения области (алтайцы вместо ойротов) автономная область переименовывается в Горно-Алтайскую, а её центр — в город Горно-Алтайск[34].
- Кош-Агач (алт. Кӧжӧӧ-Агаш) — образованно от алтайских слов «кӧжӧӧ» — занавес или штора и «агаш» — дерево. В народе существует вторая версия, которая заключается в том, что данное название образовано от сочетания «кош» и «агаш» — парное дерево[35].
- Майма — по оценке О.Молчановой, вероятно, происходит от этнонима «найман, майма» — рода алтайцев-кижи[36].
- Онгудай — по оценке О.Молчановой, происходит от монгольских основ «онгэ, онгаа» — «пещера, впадина» + «-дой» — аффикс относительного прилагательного со значением наличия чего-либо; «онгудай», таким образом, означает «имеющий пещеры, впадины»[37].
- Турочак — от алтайского «турачак» — «маленькое стойбище, стоянка, домик»[33].
- Улаган — от алтайского «улаган» — «соединённый»[38].
- Усть-Кан — от гидронима Кан, значение форманта «-кан» не выяснено[39].
- Усть-Кокса — от гидронима Кокса (село находится в устье реки Коксы).
- Чемал — происхождение точно не установлено, есть неофициальная версия, что название могло означать «ветер, ветреный»[40]
- Чоя — от алтайского «чой» — «железная руда»[41].
- Шебалино — основано в 1833 году. Название от фамилии Ше6алин (ср. прозвищное имя Шабала, Шебала — «бестолковый пустомеля, болтун, врун; шатун»)[42].

### Оронимы
Горы:
- Актру — в переводе с алтайского означает «белый дом, белая стоянка» или «белое жилище»[43].
- Аргамджи — от казахского «аргамджи» — «волосяная верёвка»[19].
- Белуха — первым происхождение названия горы исследовал В. В. Сапожников, который трактует название горы обилием снежного покрова на вершинах. Другие названия, данные алтайцами: Кадын-Бажи («вершина Катуни»), Ак-Суру («величавая»), Мусдутуу («ледяная гора»), Уч-Айры («гора с тремя разветвлениями»)[44].
- Кольджи-хан — значение не установлено.
- Маашейбаш — от двух основ — «маашей», значение которой не выяснено, и алтайского «баш» — «главный, высший, основной»[20].
- Музды-Булак — в переводе с алтайского — «родник, ключ, источник со льдом»[45].
- Сарлык — от алтайского и тувинского «сарлык» — дикий як[46].
- Тугая́ — есть версия, что название происходит от алтайского «Уйт-Кая» — «скала с углублениями» или «Туу-Кая» — «гора-скала»[47].

Перевалы:
- Семинский перевал — название восходит к монгольскому «себи» — «крепость», отражая неприступность перевала для неприятельских войск[48].
- Чике-Таман — в переводе с алтайского буквально «прямая подошва»[49].

Нагорья:
- Укок — от монгольского «ухэг» (буквально — «удлинённый шкаф, ящик»; применительно к оронимии — массивная гора или возвышенность с плоским верхом, в виде сундука[38]).
- Улаганское плато — вероятно, от алтайского «улаган» — «соединённый» или монгольского «улаан/улаган» — «красный»[38].
- Чулышманское нагорье — от гидронима Чулышман.

Хребты:
- Айгулакский хребет — от алтайских основ «ай» — «луна» и «кулак» — «ухо» (для горы), буквально — «луна-ухо» или «маленькое ухо»[50].
- Алтынту — с алтайского буквально «золотая гора»[51].
- Ануйский хребет — значение не установлено.
- Иолго — от алтайского «jол» — дорога, путь[52].
- Катунский хребет — от гидронима Катунь.
- Коксуйский хребет — от алтайского «кок суу» — синяя вода.
- Коргонский хребет — от тюркского «коргон» — «крепость, твердыня, защита»[53].
- Курайский хребет — от монгольского «хуурай» — «сухой, сухая земля»[54].
- Сайлюгем — от алтайского «сайлу» — «имеющий гальку» и тувинского «хем» — река: «река, имеющая гальку»[55].
- Семинский хребет — см. Семинский перевал.
- Сумультинский хребет — существует версия, что название происходит от основ «сумульта — сымылты», означающих «с родом, с потомством, с ордой»[56].
- Таван-Богдо-Ула — от монгольского Таван Богд уул — «пять божественных гор».
- Чергинский хребет — от бурятского «шаргал» — «соловый, белёсый, палевый»[57].
- Хребет Чихачёва — назван в честь русского географа и путешественника П. А. Чихачёва, который проводил исследования в этих местах[58].
- Чуйские белки — от гидронима Чуя.
- Шапшальский хребет — от киргизского «шапшаал кокту» — «непроходимый горный овраг»[57].

## Топонимическая политика
Согласно Закону Республики Алтай от 10 июля 2012 года № 46-РЗ "О внесении изменений в Закон Республики Алтай «О языках»:

На территории Республики Алтай топонимы (названия населенных пунктов, улиц, площадей, переулков), гидронимы (наименования рек, озёр), наименования других географических объектов, дорожные и иные указатели оформляются на государственном языке Российской Федерации. Республика Алтай вправе написание наименований географических объектов и оформление надписей, дорожных и иных указателей производить на алтайском языке наряду с государственным языком Российской Федерации. Искажение наименований географических объектов, надписей и иных указателей не допускается.

Нормализация наименований географических объектов на алтайском языке осуществляется в соответствии с правилами и традициями употребления наименований географических объектов на указанном языке.— Интернет-портал "Российской Газеты", 12 июля 2012 г.

### Статьи
- Баскаков Н. А. Географическая номенклатура в топонимии Горного Алтая // Топонимика Востока : Сб. — Л., 1969.
- Баскаков Н. А. Принципы избирательности наименования гор у алтайцев Горного Алтая // Оронимика : Сб. — 1969.
- Благова Г. Ф. В. В. Радлов и изучение топонимии Сибири // Развитие методов топонимических исследований : Сб. — Москва, 1970. — С. 34—35.
- Ядринцев Н.М. Об алтайцах и черневых татарах // Известия Императорского Русского географического общества 1881 г.. — СПб., 1887. — № 4.

### Книги
- Боченкова Ю. И. Словарь географических терминов и других слов, встречающихся в топонимии Горно-Алтайской автономной области. — Москва, 1962.
- Жуковская Н. Л. Алтайцы // Народы мира. Энциклопедия / Гл. ред. Л. М. Минц. — М.: Олма медиа групп, 2007. — С. 34—35. — ISBN 978-5-373-01057-3.
- Жучкевич В.А. Общая топонимика. Издание 2-е, исправленное и  дополненное. — Минск: Вышэйная школа, 1968. — С. 432.
- Инструкция по русской передаче географических названий Горно-Алтайской автономной области / Сост. Г. И. Донидзе; Ред. Г. П. Бондарук. — М.: Наука, 1977. — 39 с.
- Молчанова О. Т. Топонимический словарь Горного Алтая. — Горно-Алтайское отделение Алтайского книжного издательства, 1979. — 395 с.
- Молчанова О. Т.. Структурные типы тюркских топонимов Горного Алтая / О. Т. Молчанова. . — Саратов: Изд-во Сарат. ун-та, 1982. — 256 с.
- Мурзаев Э.М. Словарь народных географических терминов. — М.: Мысль, 1984. — 653 с.
- Поспелов Е. М. Географические названия России. Топонимический словарь. — М.: Астрель, 2008. — 523 с. — 1500 экз. — ISBN 978-5-271-20729-7.

### Диссертации
- Дмитриева, Лидия Михайловна. Онтологическое и ментальное бытие топонимической системы : На материале русской топонимии Алтая : диссертация … доктора филологических наук : 10.02.01. — Барнаул, 2002. — 367 с. : ил.
- Молчанова, Ольга Тихоновна. Опыт сравнительно-исторического и типологического исследования тюркской топонимии Горно-Алтайской автономной области : диссертация … доктора филологических наук : 10.02.20. — Москва, 1983. — 584 с.